# ويليام سوندرز (رجل أعمال)
ويليام سوندرز (بالإنجليزية: William Saunders)‏ هو شخصية أعمال أمريكي، ولد في 1767، وتوفي في 1861.